# Communauté de communes Bresse Haute Seille
La communauté de communes Bresse Haute Seille (CCBHS) est une communauté de communes française située dans le département du Jura, en Franche-Comté, dans la région administrative Bourgogne-Franche-Comté.
Elle est issue de la fusion en 2017 de la Bresse-Revermont et de la communauté de communes des coteaux de la Haute Seille.

## Historique
Elle est créée à la suite du Schéma de coopération intercommunale (SDCI) prenant effet le 1er janvier 2017 car la population de la CC des Coteaux de la Haute Seille était inférieure au seuil adapté de 7558 habitants imposé par la Loi NOTRe.
La première proposition prévoyait en absence de consensus entre les élus concernés pour rattacher l’intégralité de la CCCHS à un autre EPCI
- 2 communes rattachées à la CC Bresse Revermont : Bréry et Saint-Germain-lès-Arlay (qui fusionne avec Arlay en commune nouvelle)
- 9 communes rattachées à la CC Comté de Grimont : Saint-Lamain, Passenans, Frontenay, Ménétru-le-Vignoble, Ladoye-sur-Seille, Chateau-Châlon, Blois-sur-Seille, La Marre et Bonnefontaine
- 11 communes rattachées à la CA ECLA : Domblans, Voiteur, Plainoiseau, Le Louverot, Le Vernois, Montain, Lavigny, Nevy-sur-Seille, Baume-les-Messieurs , Granges-sur-Beaume et Crançot.

Le schéma est amendé en CDCI et valide le projet de fusion des deux communautés de communes : coteaux de la Haute Seille et Bresse Revermont.
L’arrêté fixant le périmètre est signé le 25 mars 2016 confirmé le 7 décembre par l’arrêté définitif.
Le 1er janvier 2019, le nombre de communes passe de 55 à 54 avec l'intégration de Bréry dans la commune de Domblans.

## Composition
La communauté de communes est composée des 54 communes suivantes :

| Nom                 | Code Insee | Gentilé           | Superficie (km2) | Population (dernière pop. légale) | Densité (hab./km2) |
| ------------------- | ---------- | ----------------- | ---------------- | --------------------------------- | ------------------ |
| Bletterans (siège)  | 39056      | Bletteranois      | 7,97             | 1 530 (2022)                      | 192                |
| Arlay               | 39017      |                   | 20,19            | 1 184 (2022)                      | 59                 |
| Blois-sur-Seille    | 39057      | Blézois           | 5,4              | 101 (2022)                        | 19                 |
| Bois-de-Gand        | 39060      |                   | 3,25             | 60 (2022)                         | 18                 |
| Bonnefontaine       | 39065      | Bonnefontois      | 8,8              | 110 (2022)                        | 12                 |
| Champrougier        | 39100      |                   | 8,73             | 98 (2022)                         | 11                 |
| Chapelle-Voland     | 39104      | Chapellois        | 30,5             | 626 (2022)                        | 21                 |
| La Charme           | 39110      |                   | 3,71             | 65 (2022)                         | 18                 |
| La Chassagne        | 39112      | Chassagnards      | 5,67             | 103 (2022)                        | 18                 |
| Château-Chalon      | 39114      | Castel-Chalonnais | 10,17            | 146 (2022)                        | 14                 |
| Chaumergy           | 39124      | Calmergiens       | 6,14             | 505 (2022)                        | 82                 |
| La Chaux-en-Bresse  | 39132      |                   | 2,05             | 32 (2022)                         | 16                 |
| Chemenot            | 39136      |                   | 4,74             | 33 (2022)                         | 7                  |
| Chêne-Sec           | 39140      |                   | 0,76             | 39 (2022)                         | 51                 |
| Commenailles        | 39160      | Commenaillais     | 21,52            | 900 (2022)                        | 42                 |
| Cosges              | 39167      | Cosgeois          | 13,49            | 356 (2022)                        | 26                 |
| Desnes              | 39194      | Desnois           | 9,06             | 490 (2022)                        | 54                 |
| Les Deux-Fays       | 39196      |                   | 6,77             | 121 (2022)                        | 18                 |
| Domblans            | 39199      | Domblanais        | 14,86            | 1 195 (2022)                      | 80                 |
| Fontainebrux        | 39229      | Charbonniers      | 6,75             | 206 (2022)                        | 31                 |
| Foulenay            | 39234      | Botrays           | 4,16             | 83 (2022)                         | 20                 |
| Francheville        | 39236      |                   | 1,46             | 40 (2022)                         | 27                 |
| Frontenay           | 39244      |                   | 8,13             | 161 (2022)                        | 20                 |
| Hauteroche          | 39177      |                   | 38,93            | 977 (2022)                        | 25                 |
| Ladoye-sur-Seille   | 39272      |                   | 3,69             | 49 (2022)                         | 13                 |
| Larnaud             | 39279      | Larnaudiens       | 10,67            | 619 (2022)                        | 58                 |
| Lavigny             | 39288      | Lavinois          | 5,38             | 383 (2022)                        | 71                 |
| Lombard             | 39296      |                   | 5,41             | 211 (2022)                        | 39                 |
| Le Louverot         | 39304      | Louvarets         | 1,74             | 232 (2022)                        | 133                |
| Mantry              | 39310      |                   | 10,83            | 472 (2022)                        | 44                 |
| La Marre            | 39317      | Nisses            | 10,63            | 358 (2022)                        | 34                 |
| Menétru-le-Vignoble | 39321      | Ménétriciens      | 5,88             | 164 (2022)                        | 28                 |
| Montain             | 39349      | Montinois         | 2,29             | 484 (2022)                        | 211                |
| Nance               | 39379      | Nanciers          | 7,34             | 538 (2022)                        | 73                 |
| Nevy-sur-Seille     | 39388      |                   | 6,56             | 197 (2022)                        | 30                 |
| Passenans           | 39407      |                   | 4,94             | 336 (2022)                        | 68                 |
| Plainoiseau         | 39422      |                   | 5,38             | 509 (2022)                        | 95                 |
| Quintigny           | 39447      | Quintignois       | 3,65             | 297 (2022)                        | 81                 |
| Recanoz             | 39454      |                   | 3,01             | 94 (2022)                         | 31                 |
| Relans              | 39456      | Relanais          | 4,74             | 348 (2022)                        | 73                 |
| Les Repôts          | 39457      | Reposiens         | 4,02             | 55 (2022)                         | 14                 |
| Ruffey-sur-Seille   | 39471      |                   | 18,01            | 751 (2022)                        | 42                 |
| Rye                 | 39472      |                   | 11,84            | 218 (2022)                        | 18                 |
| Saint-Lamain        | 39486      | Saint-Laminois    | 4,16             | 120 (2022)                        | 29                 |
| Sellières           | 39508      | Selliérois        | 9,9              | 728 (2022)                        | 74                 |
| Sergenaux           | 39511      |                   | 3,24             | 64 (2022)                         | 20                 |
| Sergenon            | 39512      |                   | 3,88             | 57 (2022)                         | 15                 |
| Toulouse-le-Château | 39533      | Toulousiens       | 4,16             | 209 (2022)                        | 50                 |
| Le Vernois          | 39553      | Vernoisiens       | 1,08             | 291 (2022)                        | 269                |
| Vers-sous-Sellières | 39555      |                   | 8,48             | 233 (2022)                        | 27                 |
| Villevieux          | 39574      | Villevieusins     | 9,87             | 707 (2022)                        | 72                 |
| Le Villey           | 39575      |                   | 3,57             | 92 (2022)                         | 26                 |
| Vincent-Froideville | 39577      |                   | 11,69            | 388 (2022)                        | 33                 |
| Voiteur             | 39582      | Victoriens        | 9,42             | 784 (2022)                        | 83                 |

## Administration

### Conseil communautaire
Les 71 délégués sont ainsi répartis selon le droit commun comme suit :
| Nombre de délégués | Communes |
| ------------------ | --- |
| 4                  | Bletterans |
| 3                  | Arlay, Hauteroche                                                                                               |
| 2                  | Chapelle-Voland, Commenailles, Domblans, Ruffey-sur-Seille, Sellières, Villevieux, Vincent-Froideville, Voiteur |
| 1                  | Les autres communes                                                                                             |

## Liste des présidents
| Période      | Période                    | Identité          | Étiquette | Qualité               |
| ------------ | -------------------------- | ----------------- | --------- | --------------------- |
| janvier 2017 | En cours (au 31 août 2017) | Jean-Louis Maitre | PS        | Maire de Commenailles |

## Compétences
La communauté de communes adhère également à quatre syndicats mixtes :
- PETR du Pays Lédonien
- SICTOM de la zone de Lons-le-Saunier
- Syndicat mixte d’Énergies, d’Équipements et de Communication (SIDEC) du Jura
- Syndicat mixte à vocation scolaire du Chalet
- Syndicat interdépartemental mixte pour l'équipement rural